# Tagliuno
Tagliuno [taˈʎuːno] (Taü [taˈy] in dialetto bergamasco) è la sede comunale del comune bergamasco di Castelli Calepio posta a nord dell'autostrada A4.

## Storia
La località è un piccolo villaggio agricolo di antica origine, da sempre costituito in comune e parrocchia.
Tagliuno si fuse per la prima volta con Calepio su ordine di Napoleone, ma gli austriaci annullarono la decisione al loro arrivo nel 1815 con il Regno Lombardo-Veneto.
Dopo l'unità d'Italia il paese crebbe da duemila a quattromila abitanti. Fu il fascismo a decidere la soppressione del comune unendolo a Castelli Calepio nel 1927.
Sul luogo vi è l'antica chiesa del Santissimo Salvatore in stile romanico.